# Pulvinar (anatomia)
Con il termine pulvinar, in anatomia, si intende la parte posteriore del talamo ottico, connessa con la corteccia del lobo occipitale.
Il termine deriva dal latino pulvinar, cioè: guanciale. È infatti il nucleo posteriore, sporgente del talamo. La denominazione deriva dal fatto che si pone a mo' di cuscino sul talamo.
Il termine pulvinar indica anche il tessuto fibroadiposo presente nel fondo della cavità acetabolare, nell'articolazione coxofemorale, il quale risulta ipertrofico nella displasia congenita dell'anca.